# Escaryus urbicus
Escaryus urbicus är en mångfotingart som först beskrevs av Frederik Vilhelm August Meinert 1886.  Escaryus urbicus ingår i släktet Escaryus och familjen småjordkrypare. Inga underarter finns listade i Catalogue of Life.